# Ту-244
Ту-244 — отменённый советский проект перспективного дальнемагистрального сверхзвукового пассажирского самолёта второго поколения ОКБ Туполева.

## История создания
Работы по самолёту велись в ОКБ Туполева в течение 25 лет. Начало работ над сверхзвуковым пассажирским самолётом второго поколения (названным СПС-2) в ОКБ Туполева датируется примерно 1971—1973 годами, в основу был положен опыт разработки Ту-144, «Конкорда», проектов американских СПС, а также (позже) Ту-160. В 1973 году ОКБ Туполева подготовило первый проект СПС-2, получившего обозначение Ту-244.
Были подготовлены несколько проектов Ту-244, различающихся аэродинамической компоновкой, конструктивными решениями планера, двигательными установками и летно-техническими характеристиками. Работами по СПС-2 в ОКБ длительное время руководил лично Алексей Туполев.
Важным этапом в разработке СПС-2 было создание на базе Ту-144Д летающей лаборатории Ту-144ЛЛ «Москва». Работы по Ту-144ЛЛ велись в международном сотрудничестве с США и финансировались американцами.
Информация о Ту-244 была представлена на Парижском авиасалоне в Ле Бурже в 1993 году.
Предполагаемый срок ввода в эксплуатацию датировался 2025 годом. Потенциальный рынок сбыта самолёта оценивался более чем в 100 единиц.
В то же время в принятой в конце 2012 года государственной программе «Развитие авиационной промышленности на 2013—2025 годы» упоминания о самолёте отсутствуют.

## Отличия от Ту-144
Главное отличие конструкции Ту-244 от своего прототипа — отсутствие отклоняемого вниз носа, характерного для Ту-144. Остекление кабины минимальное. Предполагается, что для обзора в процессе полёта этого будет достаточно, а для того, чтобы производить взлётно-посадочные операции, будет использоваться действующая в любых метеорологических условиях система оптико-электронного обзора.

## Развитие идеи СПС-2
Современные требования к гражданским самолётам в области экологии откладывают создание сверхзвукового самолёта подобного класса, так как его эксплуатация будет экономически неприемлема.
В настоящее время научно-производственный задел по СПС-2 использовался для создания малоразмерного сверхзвукового самолёта бизнес-класса Ту-444, работа над которым приостановлена. Главные его отличия — дешевизна в сравнении со сверхзвуковым аэробусом масштаба проектируемого Ту-244 и более реалистичное решение технических проблем, связанных с ужесточением экологических требований к современным самолётам.

## Тактико-технические характеристики
Технические характеристики
- Экипаж: 3 чел.
- Пассажировместимость: 254 чел. (по первоначальному проекту — 300)
- Грузоподъёмность: 30 т
- Длина: 88,0 м
- Размах крыла: 45,0 м
- Высота: 15,0 м
- Площадь крыла: 965,0 м² (по другим данным 935)
- Масса пустого: 172 т.
- Максимальная взлётная масса: 350 т.
- Масса топлива во внутренних баках: 150 т.  (первоначально — 178 т. )
- Силовая установка: 4 ×  ТРДД
- Тяга: 4 × 25 т (первоначально - 33000 кгс)

Лётные характеристики
- Максимальная скорость: 2500 км/ч
- Крейсерская скорость: 2300 км/ч
- Практический потолок: 20000 м